# NGC 2643
NGC 2643 est une galaxie lenticulaire située dans la constellation du Cancer. NGC 2643 a été découverte par l'astronome allemand Albert Marth en 1864.

## Caractéristiques
Sa vitesse par rapport au fond diffus cosmologique est de 4 793 ± 18 km/s, ce qui correspond à une distance de Hubble de 70,7 ± 5,0 Mpc (∼231 millions d'al).

## Identification de NGC 2643
Pour John Dreyer, NGC 2643 est à la position 08h 42m 10,1s 19° 31′ 13″, mais il n'y a rien à cet endroit. Mais plusieurs bases de données indiquent que NGC 2643 est la galaxie lenticulaire PGC 24434. Cependant, Wolfgang Steinicke indique que NGC 2643 est un objet perdu situé aux coordonnées 08h 42m 09,0s 19° 31′ 20″ . Dans la nuit du 30 octobre 1864, Albert Marth a observé deux objets (NGC 2637 et NGC 2643) qui sont rapportés comme perdus par Steinicke. Mais, si l'on suppose que leur position réelle était à 10 minutes d'arc au sud de la position indiquée par Marth, alors ces deux objets sont PGC 24409 et PGC 24434.